# NGC 2520
NGC 2520 (другие обозначения — NGC 2527, OCL 685, ESO 430-SC15) — рассеянное скопление в созвездии Корма.
Этот объект занесён в новый общий каталог несколько раз, с обозначениями NGC 2520, NGC 2527.
Этот объект входит в число перечисленных в оригинальной редакции «Нового общего каталога».
Джон Гершель наблюдал объект два раза, первый раз в Слау, а второй раз — на мысе Доброй Надежды (прямое восхождение, измеренное им на мысе, на 2,5 минуты отличается от истинного). Гершель записал определённые им координаты в обоих наблюдениях в «Общий каталог», а Джон Дрейер просто перенёс их в NGC. Однако, есть вероятность того, что NGC 2520 и NGC 2527 всё же являются разными объектами.